# 小行星6656
小行星6656（英語：6656 Yokota）是一颗围绕太阳公转的小行星。1992年3月23日，圓舘金、渡邊和郎在北见发现了此天体。
这颗小行星的绝对星等为88.70668等。